# L'Homme stochastique
Pour les articles homonymes, voir Le Maître du hasard.
L'Homme stochastique (titre original : The Stochastic Man) est un roman de Robert Silverberg publié en 1975. L'éditeur français Le Livre de poche a changé en 1990 le titre en  Le Maître du hasard.

## Résumé
Lew Nichols est un habitant de New York à la fin du XXe siècle. C'est un homme heureux dans son mariage et dans son travail de « stochasticien », métier qu'il exerce dans son cabinet. Il est d'ailleurs considéré comme le meilleur en ville pour conjecturer les faits afin de prévoir l'avenir. Ce talent lui vaut d'être contacté par un politicien ambitieux, Paul Quinn, qui le veut à ses côtés en tant que conseiller. Il souhaite accéder à la Mairie de New York dans un avenir proche, mais à terme prendre la Maison Blanche. Nichols, séduit par la verve du politicien, délaisse son cabinet pour suivre Quinn et son équipe.
Il rencontre alors un homme, Carjaval, qui lui prédit quelques événements à venir, en prétextant vouloir rendre service à Quinn. Nichols n'y prête guère attention mais chaque événement s'avère se réaliser. Épaté par les pouvoirs de clairvoyance du vieil homme, Nichols en fait son précepteur afin de s'approprier ce don de médium.
Il découvrira par là même la fatalité de la vie, qui mettra à l'épreuve son libre arbitre.

## Éditions
Édition originale en anglais américain
- (en) Robert Silverberg, The Stochastic Man, New York, Harper & Row, 1975, 229 p. (ISBN 0-06-013868-8, LCCN 75006378)

Éditions en français
- Robert Silverberg (trad. René Lathière), L'Homme stochastique [« The Stochastic Man »], Paris, Robert Laffont, coll. « Ailleurs et Demain - Classiques », 1er avril 1977, 273 p. (ISBN 978-2-221-03841-3, BNF 34707435)
- Robert Silverberg (trad. René Lathière), L'Homme stochastique [« The Stochastic Man »], Paris, J'ai lu (no 1329), 1982, 248 p. (ISBN 978-2-277-21329-1, BNF 34692166)
- Robert Silverberg (trad. René Lathière), Le Maître du hasard [« The Stochastic Man »], Paris, Librairie générale française, coll. « Le Livre de poche » (no 7120), 1990, 253 p. (ISBN 978-2-253-05250-0, BNF 35069868)L'édition de 1990 reprend le contenu de la traduction de 1977 en changeant le titre français.